# A Factory Sample
| Críticas profissionais | Críticas profissionais |
| Avaliações da crítica  | Avaliações da crítica  |
| Fonte                  | Avaliação              |
| ---------------------- | ---------------------- |
| All Music Guide        | link                   |

A Factory Sample é um EP gravado por vários artistas, lançado em Dezembro de 1978 pela Factory Records. Este é o primeiro registro da lendária gravadora e conta com algumas das primeiras gravações das bandas Joy Division e Cabaret Voltaire.

## Faixas
Lado A (Aside)
1. Joy Division: "Digital" (Curtis, Hook, Morris, Sumner) – 2:50
2. Joy Division: "Glass" (Curtis, Hook, Morris, Sumner) – 3:51

Lado B (Beside)
1. The Durutti Column: "No Communication" (The Durutti Column) – 4:57
2. The Durutti Column: "Thin Ice (Detail)" (The Durutti Column) – 3:16

Lado C (Seaside)
1. John Dowie: "Acne" (Dowie) – 1:43
2. John Dowie: "Idiot" (Dowie) – 1:53
3. John Dowie: "Hitler's Liver" (Dowie) – 2:27

Lado D (Decide)
1. Cabaret Voltaire: "Baader Meinhof" (Cabaret Voltaire) – 3:15
2. Cabaret Voltaire: "Sex in Secret" (Cabaret Voltaire) – 3:28